# U-776
Unterseeboot 776 foi um submarino alemão do Tipo VIIC, pertencente a Kriegsmarine que atuou durante a Segunda Guerra Mundial.

## Comandantes
| Comandante           | Data                                     |
| -------------------- | ---------------------------------------- |
| Kptlt. Lothar Martin | 13 de abril de 1944 - 16 de maio de 1945 |

## Subordinação
Durante o seu tempo de serviço, esteve subordinado às seguintes flotilhas:
| Período                                 | Flotilha                                 |
| --------------------------------------- | ---------------------------------------- |
| 13 de abril de 1944 - 8 de maio de 1945 | 31. Unterseebootsflottille (treinamento) |